# Oxyanthus letouzeyanus
Oxyanthus letouzeyanus är en måreväxtart som beskrevs av Bonaventure Sonké. Oxyanthus letouzeyanus ingår i släktet Oxyanthus och familjen måreväxter. Inga underarter finns listade i Catalogue of Life.